# اورلا (استان پودلاسکی)
اورلا (به لهستانی:  Orla) یک روستا در لهستان است که در گمینا اورلا واقع شده‌است. اورلا ۱٬۱۰۰ نفر جمعیت دارد.